# 國立高雄科技大學楠梓校區
國立高雄科技大學楠梓校區位於高雄市楠梓區瑞屏里025鄰海專路142號，原為國立高雄海洋科技大學校本部，佔地約19.3公頃。1984年「國立高雄海事專科學校」遷校啟用楠梓校區，2004年，升格為「國立高雄海洋科技大學」。2018年2月1日與國立高雄第一科技大學、國立高雄應用科技大學三校新設合併成國立高雄科技大學為楠梓校區。

## 校區沿革
1985年「國立高雄海事專科學校」由旗津校區遷校至楠梓校區現址。1997年，改制升格為「國立高雄海洋技術學院」。2004年，改名「國立高雄海洋科技大學」。
2018年2月1日，國立高雄第一科技大學、國立高雄應用科技大學、國立高雄海洋科技大學三校新設合併成國立高雄科技大學，為楠梓校區，設有海洋商務、水圈、電機與資訊等三個學院。

## 外部連結
- 國立高雄科技大學（页面存档备份，存于）